# 13226 Soulié
(13226) Soulié, denumire internațională (13226) Soulie, este un asteroid din centura principală de asteroizi.

## Descriere
13226 Soulié este un asteroid din centura principală de asteroizi. A fost descoperit pe 20 septembrie 1997 la Observatorul din Ondřejov de Lenka Šarounová. Asteroidul prezintă o orbită caracterizată de o semiaxă mare de 2,97 ua, o excentricitate de 0,07 și o înclinație de 9,1° în raport cu ecliptica.